# Ezdrummer
Ezdrummer är en samplebaserad trumprogramvara utvecklat av det svenska företaget Toontrack. Ezdrummer är en VST-, AU- och AAX-plugin och dess syfte är att ersätta eller komplettera studioinspelningar av trummor. Ezdrummer har en inbyggd mixer där det går att ställa in olika typer av trummor.